# Impasse Beauregard
L'impasse Beauregard est une impasse des pentes de la Croix-Rousse dans le 1er arrondissement de Lyon, en France. Voie en impasse vers le nord, elle donne au sud sur la rue du Bon-Pasteur.

## Odonymie
L'historien Maurice Vanario précise que le nom de Beauregard provient d'un nom de domaine, et est attesté sous cette forme depuis 1845. Dans le même ordre, l'historien Louis Maynard précise que ce nom provient du tènement de Beauregard où les Neyret ont édifié un château.

## Description
L'impasse consiste en un escalier desservant quelques maisons anciennes de deux ou trois étages de part et d'autre.